# Dziedzictwo. Hereditary
Dziedzictwo. Hereditary (ang. Hereditary) – amerykański horror z 2018 roku w reżyserii Ariego Astera.
Premiera filmu miała miejsce 21 stycznia 2018 na Sundance Film Festival, z kolei premiera w szerokiej dystrybucji kinowej miała miejsce 8 czerwca tego samego roku. Film okazał się być sporym sukcesem artystycznym i finansowym. Krytycy chwalili m.in. reżyserię i scenariusz Astera, muzykę Colina Stestona, klaustrofobiczne motywy oraz kreację aktorską Toni Collette. Przy budżecie wynoszącym $10 milionów film zarobił $80 milionów, stając się tym samym najbardziej dochodową produkcją wytwórni A24.

## Opis fabuły
Śmierć Ellen, seniorki rodziny Grahamów, nie mogła być dla nikogo zaskoczeniem. Natomiast to co nastąpiło po niej, dla wszystkich było szokiem. Rodzina Annie, córki Ellen, wkrótce po pogrzebie zaczyna doświadczać niepokojących zjawisk. Początkowo tłumaczy je sobie żałobą i przemęczeniem, ale wkrótce zdarzenia przybierają tak tragiczny i potworny obrót, że jasnym staje się, iż na rodzinie Grahamów ciąży mroczne dziedzictwo. Co takiego wydarzyło się w życiu Ellen, że teraz zapłacić musi za to jej rodzina? Odkrycie tej prawdy nikomu nie przyniesie spokoju…
[opis dystrybutora]

## Obsada
- Toni Collette jako Annie Graham
- Gabriel Byrne jako Steve Graham
- Alex Wolff jako Peter Graham
- Milly Shapiro jako Charlie Graham
- Ann Dowd jako Joan
- Mallory Bechtel jako Bridget